# خردکن گوجه‌فرنگی
خردکن گوجه‌فرنگی دستگاهی است که برای برش دادن گوجه فرنگی و سایر میوه‌ها و سبزیجات نرم طراحی شده است.

## تاریخچه
خردکن گوجه‌فرنگی از دهه ۱۹۵۰ فروخته می‌شد. یک دستگاه خردکن گوجه‌فرنگی در سال ۱۹۶۸ توسط کلایتون جیانگولیو در ایالات متحده ثبت شد.